# (1097) Vicia
(1097) Vicia és un asteroide pertanyent al cinturó d'asteroides descobert l'11 d'agost de 1928 per Karl Wilhelm Reinmuth des de l'observatori de Heidelberg-Königstuhl, Alemanya.
Inicialment es va designar com 1928 PC. Posteriorment va ser anomenat per la Vicia, un gènere de plantes de la família de les fabàcies.
Vicia orbita a una distància mitjana del Sol de 2,642 ua, podent allunyar-se'n fins a 3,419 ua i acostar-s'hi fins a 1,864 ua. La seva excentricitat és 0,2943 i la inclinació orbital 1,533°. Emplea 1568 dies a completar una òrbita al voltant del Sol.